# 大栗博司
大栗 博司（おおぐり ひろし、1962年 - ）は、日本の物理学者。専門は素粒子論。学位は、理学博士（東京大学・1989年）。カリフォルニア工科大学フレッド･カブリ冠教授およびウォルター・バーク理論物理学研究所所長。東京大学特別教授。アスペン物理学研究所理事長。

## 概要
大栗は、場の量子論や超弦理論の深い数学的構造を発見し、これらの理論を素粒子物理学や宇宙物理学・宇宙論の基礎的問題に応用するための新しい理論的手法を開発している。特にトポロジカルな弦理論(位相的弦理論)を発展させ、これによってブラックホールの量子力学的性質を解明した。また、2次元の共形場の理論、カラビ-ヤウ多様体上のDブレーン、AdS/CFT対応、超対称性を持つ場の量子論の性質と超弦理論との関係などについても基礎的な貢献をしている。
米国の大学で教鞭を執っているが、日本からこれまでに20名程度の大学院生やポストドクトラル・フェローを受け入れ指導をし、その後その全員が大学教員や研究者として活動している。

## 学歴
- 1980年：岐阜県立岐阜高等学校卒業
- 1984年：京都大学理学部卒業
- 1986年：京都大学大学院理学研究科修士課程修了
- 1989年：学位論文「Superconformal Symmetry and Geometry of Ricci-Flat Kahler Manifold（超共形対称性とリッチ平坦なケーラー多様体の幾何学）」で東京大学より理学博士の学位を取得

## 職歴
- 1986年：東京大学物理学教室助手
- 1988年：プリンストン高等研究所研究員
- 1989年：シカゴ大学物理学教室助教授
- 1990年：京都大学数理解析研究所助教授
- 1994年：カリフォルニア大学バークレー校物理学教室教授[2]
- 1996年：ローレンス・バークレイ国立研究所上級研究員を併任。
- 2000年：カリフォルニア工科大学理論物理学教授
- 2007年：カリフォルニア工科大学フレッド･カブリ冠教授[3]
- 2014年：カリフォルニア工科大学ウォルター・バーク理論物理学研究所所長
- 2019年：アスペン物理学センター総裁
- 2018年：東京大学カブリ数物連携宇宙研究機構機構長兼任[4]
- 2021年：アスペン物理学研究所理事長[5]
- 2024年：東京大学特別教授
- 2025年：カリフォルニア工科大学物理学・数学・天文学部門長[6]

ハーバード大学 （1992-1993年、2016年、2024年）で客員研究員。
パリ第6大学 (1994年）、東京大学 (2007年）、プリンストン高等研究所（2015年）で客員教授。

## 受賞歴
- 2008年：アイゼンバッド賞（アメリカ数学会） － 『ブラックホールの量子状態とグロモフ＝ウイッテン不変量の関係の発見』に対して[7]。
- 2008年：高木レクチャー（日本数学会唯一の冠レクチャー）[8]。
- 2009年：フンボルト賞（アレクサンダー・フォン・フンボルト財団）。
- 2009年：仁科記念賞（仁科記念財団） － 『トポロジカルな弦理論の研究』に対して[9]
- 2012年：サイモンズ研究賞[10]
- 2012年：アメリカ数学会フェロー
- 2014年：講談社科学出版賞－ブルーバックス『大栗先生の超弦理論入門』に対して
- 2016年：中日文化賞
- 2016年：国際プラネタリウム協会 最優秀教育作品賞 ー 監修をした３次元映像作品『９次元からきた男』に対して
- 2016年：アメリカ芸術科学アカデミー会員
- 2018年：ハンブルク賞（Hamburger Preis für Theoretische Physik ）
- 2021年：ベンジャミン・リー栄誉教授賞
- 2023年：グッゲンハイム・フェロー
- 2024年：Frontiers of Science Award 先端科学賞（国際基礎科学会議）

## 叙位・叙勲
- 2019年：紫綬褒章[11][12][13]

## 学外における役職
- アスペン物理学研究所会員 （2003年より）、理事（2011年－2016年）、所長（2016年ー2019年）、理事長（2021年より）。
- カリフォルニア大学サンタバーバラ校諮問委員 （2005年－2008年）。
- ベルギー王国、ソルベー国際研究所諮問委員 （2008年より）。
- インド、タタ研究所、韓国高等研究所の外部評価委員（2018年）
- 学術雑誌編集委員：Nuclear Physics B （1998年ー2013年）、Physical Review D （2006年ー2009年）、Journal of High Energy Physics （1997年より2006年まで）、Advances in Theoretical and Mathematical Physics （1997年より）、Communications in Mathematical Physics（2014年ー2015年）。

## 著書
- 『重力とは何か アインシュタインから超弦理論へ、宇宙の謎に迫る』幻冬舎〈幻冬舎新書〉、2012年。ISBN 978-4-344-98261-1。
- 『素粒子論のランドスケープ1』数学書房、2012年。ISBN 978-4-903342-67-2。
- 『強い力と弱い力 ヒッグス粒子が宇宙にかけた魔法を解く』幻冬舎〈幻冬舎新書〉、2013年。ISBN 978-4-344-98293-2。
- 『大栗先生の超弦理論入門 九次元世界にあった究極の理論』講談社〈ブルーバックス〉、2013年。ISBN 978-4-06-257827-1。
- 『数学の言葉で世界を見たら 父から娘に贈る数学』幻冬舎、2015年。ISBN 978-4-344-02740-4。
- 『真理の探究 仏教と宇宙物理学の対話』幻冬舎〈幻冬舎新書〉、2016年。ISBN 978-4-344-98439-4。 佐々木閑と共著
- 『素粒子のランドスケープ2』数学書房、2018年。ISBN 978-4-903342-87-0。
- 『探究する精神 職業としての基礎科学』幻冬舎〈幻冬舎新書〉、2021年。ISBN 978-4-344-98614-5。